# 洋梓镇
洋梓镇，是中华人民共和国湖北省荆门市钟祥市下辖的一个乡镇级行政单位。

## 行政区划
洋梓镇下辖以下地区：
洋梓社区、中山社区、官庄岭社区、大桥村、回龙村、兴隆村、高林村、青山村、白陵村、虎峪村、花山村、天宁村、胡畈村、洋梓村、肖山村、军营村、汪李村、红石村、敖河村、龚集村、郑庙村、蒋滩村、双湖村、李庙村、直河村、迎河村、莲花村、火庙村、云山村、龙泉村、盐港村、铜岗村、天岗村、高台村、中山村、马冲村和伍庙村。